# Baron Lyveden
Baronowie Lyveden 1. kreacji (parostwo Zjednoczonego Królestwa)
- 1859–1873: Robert Vernon, 1. baron Lyveden
- 1873–1900: Fitzpatrick Henry Vernon, 2. baron Lyveden
- 1900–1926: Courtenay Robert Percy Vernon, 3. baron Lyveden
- 1926–1969: Robert Fitzpatrick Courtenay Vernon, 4. baron Lyveden
- 1969–1973: Sidney Munro Vernon, 5. baron Lyveden
- 1973–1999: Ronald Cecil Vernon, 6. baron Lyveden
- 1999 -: Jack Leslie Vernon, 7. baron Lyveden